# Cerro San Antonio
O Cerro San Antonio, também chamado Cerro del Inglés, está localizado em Piriápolis, no departamento de Maldonado, Uruguai. Tem uma altura de 130 metros acima do nível do mar.

## Subida ao morro
Possui um sistema de teleférico que leva até o topo. Além disso, como suas encostas não são muito íngremes, é possível acessá-lo de carro, por uma rota que sobe o morro. No caminho para o cume está a Virgem dos Pescadores, com cerca de 70 metros de altura, em um pequeno pedestal com vista para o mar. Abaixo da imagem desta virgem está a pedra fundamental da cidade de Piriápolis.

## Cume
No topo fica a capela de Santo Antônio, cuja imagem de terracota foi trazida de Milão, Itália, e uma pequena pousada com piscina. Além disso, de lá é possível ter uma perspectiva da área; A oeste pode-se ver a baía e o porto com o centro da cidade de Piriápolis e as montanhas no horizonte; Ao norte pode-se ver o Cerro del Toro, o Pan de Azúcar e outros morros menores, e ao leste pode-se apreciar ver a entrada rochosa que forma a Punta Colorada com suas residências.
Também possui lojas que vendem artesanato e souvenirs, um ponto de descanso e uma antena, que pode ser vista de qualquer ponto do morro.